# Jay R. Smith
Jay R. Smith (29 août 1915 - 5 octobre 2002) , est un acteur américain, connu pour avoir joué dans quelque épisodes de la série de films Les Petites Canailles.

## Carrière
La première apparition de Smith est dans un des courts métrages des Petites Canailles plus précisément dans Boys Will Be Joys (en) en 1925. Il remplace Mickey Daniels, un des anciens acteurs de la série qui jouait l'enfant aux taches de rousseur. Il jouera également dans Scandale à Hollywood (1926). Il quitte Les Petites Canailles en 1929 après une dernière apparition dans Moan And Groan, inc. 
Après Les Petites Canailles, Smith travailla dans un commerce dans le détail de la peinture à Kailua, à Hawaï . 

## Mort
Après avoir travaillé dans le commerce de la peinture, il déménage en 1990 pour Las Vegas dans le Nevada. En octobre 2002 alors qu'il a 87 ans, Smith aurait été poignardé par Charles « Wayne » Crombie, un sans-abri à qui il était venu en aide. Crombie sera condamné à mort et fera 12 ans de prison. Crombie meurt le 17 juin 2014.